# 鞏永固
巩永固（？—1644年），字洪图，明朝顺天府宛平县（今北京城西南）人，原籍山東蒲臺縣。
巩永固娶明光宗之女乐安公主，拜驸马都尉。他崇好文雅，喜欢藏古书彝器。和崇祯帝的表弟新乐伯刘文炳相友善。刘文炳对他说“国事至此，我与公受国恩，当以死报。”崇祯十七年（1644年）正月，崇祯帝召刘文炳、巩永固商议国事。二人请早建籓封，遣永王、定王之国。但是没有成行。三月初一日，李自成兵临城下，巩永固守崇文门。三月十六，李自成攻打西直门，崇祯帝派宦官召刘文炳和巩永固，巩永固、刘文炳出崇文门战大顺军。三月十八，巩永固奏道：“臣等已积薪第中，当阖门焚死，以报皇上。”三月十九，李自成陷克北京，他焚烧所藏文物、华宅美屋，投观景台下井死。南明時，贈少師，謚貞愍。